# Nanaische Sprache
Nanaische Sprache (на̄ни хэсэни) ist die Sprache der Nanaien. In der wissenschaftlichen Literatur finden sich für die Nanaische Sprache und die Nanaien auch Namen wie Gold, Hodzeni, Hezhe, Hezeni. Die Sprache hat ungefähr 1.400 Sprecher von 17.000 ethnischen Nanai, aber die meisten (insbesondere die jüngeren Generationen) sprechen auch fließend Russisch oder Chinesisch und verwenden meist eine dieser Sprachen für die Kommunikation.